# Вільяр-де-лос-Наваррос
Вільяр-де-лос-Наваррос (ісп. Villar de los Navarros) — муніципалітет в Іспанії, у складі автономної спільноти Арагон, у провінції Сарагоса. Населення — 120 осіб (2010).
Муніципалітет розташований на відстані близько 240 км на схід від Мадрида, 55 км на південь від Сарагоси.

## Демографія
Динаміка населення (INE ):